# Timasió
Timasió (en llatí Timasion, en grec antic Τιμασίων) fou un militar grec nadiu de Dardanos a la Tròade cap a la meitat del segle V aC. Sembla que era mercenari i va servir sota Clearc d'Esparta i Dercil·lides.
Va ser exiliat de la seva ciutat en època desconeguda però abans del 401 aC i va entrar al servei de Cir el Jove. Quan l'Expedició dels deu mil es va retirar, després de la detenció a traïció dels cinc generals grecs per Tisafernes, va ser escollit comandant al lloc de Clearc, i junt amb Xenofont, per ser els oficials més joves, va quedar encarregat de la rereguarda.
Quan els grecs van arribar a Cotiora, a la mar Negra, i esperaven transport, que els habitants de Sinope els havien promès, Timasió va estar d'acord amb el projecte de Xenofont d'establir una colònia grega a l'Euxí i junt amb Tòrax de Beòcia va amenaçar de fer-ho als dirigents de Sinope i d'Heraclea Pòntica si no els donaven vaixells i els pagaven. Les dues ciutats van accedir i encara van subornar a Timasió per convèncer els seus companys d'acceptar l'acord i sortir de la zona.
Quan van saber que Xenofont havia abandonat el projecte, les ciutats no van voler complir amb el convingut i Timasió i altres generals van tractar de convèncer a Xenofont de seguir endavant amb el seu projecte, cosa que va refusar. La discussió de la proposta es va portar davant de l'exèrcit però l'assemblea de soldats, tot i els intents d'alguns oficials de tirar endavant el projecte, el va refusar quan van conèixer un informe que parlava dels suborns a Timasió i als altres generals per part de les ciutats i les promeses que els generals havien fet d'una paga extraordinària per tothom amb els diners obtinguts per marxar.
Quan els mercenaris es van separar en tres divisions a Heraclea, Timasió va romandre al capdavant de la que manava Xenofont; quan els mercenaris arcadis van tractar de saquejar Bitínia, Timasió els va anar a rescatar. Durant la batalla contra les forces de Farnabazos II i els bitinis Timasió va dirigir la cavalleria; els grecs van obtenir la victòria.
Quan es va descobrir que Ceratades, elegit cap dels grecs davant Bizanci, no podria complir les promeses que havia fet als mercenaris, Timasió va proposar tornar a creuar cap a Àsia, a la seva ciutat, amb els tresors que havia anat aconseguint pel camí, però els altres generals s'hi van oposar. Llavors es va posar, junt amb els seus homes, al servei de Seutes II de Tràcia i va participar en la campanya d'hivern que va restablir a aquest príncep al tron. Quan van esclatar les disputes sobre el pagament, que Seutes tractava d'eludir i el seu agent Heràclides fomentava la desunió entre els generals, Timasió va fer costat a Xenofont.
Va entrar finalment al servei d'Esparta i va creuar a Àsia i probablement va retornar a Dardanos amb els tresors acumulats. La seva sort final és desconeguda.